# Saint-Crespin-sur-Moine
Saint-Crespin-sur-Moine é uma ex-comuna francesa na região administrativa da Pays de la Loire, no departamento de Maine-et-Loire. Estendeu-se por uma área de 20,32 km². Em 2010 a comuna tinha 1 565 habitantes (densidade: 77 hab./km²).

## História
Em 15 de dezembro de 2015 as comunas de Le Longeron, Montfaucon-Montigné, La Renaudière, Roussay, Saint-André-de-la-Marche, Saint-Crespin-sur-Moine, Saint-Germain-sur-Moine, Saint-Macaire-en-Mauges, Tillières e Torfou foram fundidas e foi criada a nova comuna de Sèvremoine.